# Biotopo Gisser Auen
Il Biotopo Gisser Auen è un'area naturale protetta che si trova nel territorio comunale di Sarentino in Alto Adige. Fu istituita nel 1982.
Occupa una superficie di 13,89  ha nella provincia autonoma di Bolzano.